# Minority
«Minority» («Minoría» en español) es el primer sencillo del álbum Warning de la banda estadounidense de rock punk, Green Day. Fue lanzada en agosto de 2000. La canción habla de ser uno mismo y de que hay que rebelarse contra la autoridad (el vídeo oficial lo refleja en cierta forma). Inicia con un fragmento de solo de guitarra seguida por notas de contenido punk mezclado con pop, y ha sido uno de los mayores éxitos de la banda. La canción también fue incluida en el álbum International Superhits! y en el DVD en vivo Bullet in a Bible. Actualmente se encuentra n.º 9 en el Top 20 de las canciones más exitosas de Green Day.

## Listado de canciones
| Sencillo en CD |                         |          |  |
| N.º            | Título                  | Duración |  |
| 1.             | «Minority» (Radio Edit) | 2:52     |  |
| 2.             | «Brat» (Live In Tokyo)  | 1:42     |  |
| 3.             | «86» (Live In Praga)    | 3:01     |  |

| Sencillo en CD Alemania |                        |          |  |
| N.º                     | Título                 | Duración |  |
| 1.                      | «Minority»             | 2:49     |  |
| 2.                      | «Brat» (Live In Tokyo) | 1:42     |  |
| 3.                      | «86» (Live In Praga)   | 3:01     |  |
| 4.                      | «Jackass»              | 2:43     |  |

| Sencillo en CD Japón; Vinilo de 7 pulgadas Estados Unidos |            |          |  |
| N.º                                                       | Título     | Duración |  |
| 1.                                                        | «Minority» | 2:52     |  |
| 2.                                                        | «Jackass»  | 2:43     |  |

| Vinilo de 7 pulgadas |                        |          |  |
| N.º                  | Título                 | Duración |  |
| 1.                   | «Minority»             | 2:49     |  |
| 2.                   | «Brat» (Live In Tokyo) | 1:42     |  |
| 3.                   | «Jackass»              | 2:43     |  |
| 4.                   | «86» (Live In Praga)   | 3:01     |  |

| 7" Vinyl Box Set |            |          |  |
| N.º              | Título     | Duración |  |
| 1.               | «Minority» | 2:49     |  |
| 2.               | «Warning»  | 3:42     |  |
| 3.               | «Hold On»  | 2:56     |  |
| 4.               | «Outsider» | 2:17     |  |

| Casete |                        |          |  |
| N.º    | Título                 | Duración |  |
| 1.     | «Minority»             | 2:49     |  |
| 2.     | «Brat» (Live In Tokyo) | 1:42     |  |

| CD Promocional |                            |          |  |
| N.º            | Título                     | Duración |  |
| 1.             | «Minority» (Radio Version) | 2:52     |  |
| 2.             | «Minority» (Album Version) | 2:49     |  |

| CD Promocional Reino Unido |                         |          |  |
| N.º                        | Título                  | Duración |  |
| 1.                         | «Minority» (Radio Edit) | 2:52     |  |

| CD Promocional Dinamarca |                            |          |  |
| N.º                      | Título                     | Duración |  |
| 1.                       | «Minority» (Album Version) | 2:49     |  |

## Video musical
La banda aparece tocando la canción en un coche alegórico en una ciudad vacía. Eso solo fue posible grabando el vídeo por la mañana. Básicamente haciendo alusión al tema de la canción son seguidos por un pequeño grupo de gente en un día soleado mientras van cantando. Aparecen tres globos hechos por ordenador caracterizados como los miembros de la banda que se vuelan al finalizar el vídeo. 
- Datos: Q2453229